# Politique en Autriche
 (janvier 2025).

## République d'Autriche allemande
La république d'Autriche allemande (en allemand : Republik Deutschösterreich ou Deutsch-Österreich) est l'un des États qui ont succédé à l'Autriche-Hongrie lors du démembrement de l'Empire à l'issue de la Première Guerre mondiale.

## Première République
Pour les articles homonymes, voir Première République.
La république d'Autriche (en allemand : Republik Österreich), dite Première République pour la distinguer du régime actuel, est le régime républicain qu'a connu l'Autriche pendant l'entre-deux-guerres.
La république est établie le 21 octobre 1919, lors de la ratification du traité de Saint-Germain par l'Autriche. Elle succède à l'éphémère république d'Autriche allemande créée lors du démembrement de l'Empire austro-hongrois. La Constitution est signée en 1920 et amendée en 1929. Cette période de l'histoire autrichienne est marquée par de violents conflits entre la gauche et la droite, comme lors de la révolte de Juillet (1927) ou lors de la guerre civile autrichienne (après le coup d'État d'Engelbert Dollfuss) de février 1934.

## Austrofascisme
L’austrofascisme est un terme utilisé pour décrire le régime politique instauré en Autriche entre 1934 et 1938. 
Ce régime marque la fin de la Première République d'Autriche établie en 1919. La Constitution de l'État austrofasciste ne considère alors plus l'Autriche comme une République mais comme un État fédéral (en allemand Ständestaat ou Bundesstaat Österreich). 
La figure la plus marquante de ce régime est le chancelier Engelbert Dollfuss, assassiné par les nazis en juillet 1934. Ce régime se caractérisa par son autoritarisme, son catholicisme d'État, son opposition au marxisme et au nazisme, son désir d'autarcie économique, et ses alliances politiques avec l'Italie fasciste. 

## Deuxième République
Pour les articles homonymes, voir Deuxième République.
La Deuxième République, officiellement république d'Autriche (en allemand : Republik Österreich), est le régime politique républicain en vigueur en Autriche depuis la fin de la Seconde Guerre mondiale. 
La proclamation de la République le 27 avril 1945 restaure l'indépendance autrichienne ; en effet, conformément aux accords entre le Reich, l'Autriche et les grandes puissances, le territoire autrichien a été annéxé au Reich et divisé en Gaue, confiés à des Gauleiter. 